# Hajdújárás
Hajdújárás (szerbül Хајдуково / Hajdukovo, horvátul, bunyevácul Hajdukovo ) falu Szerbiában, a Vajdaságban, az Észak-bácskai körzetben, Szabadka községben. Közigazgatásilag hozzá tartozik a közeli Nosza is.

## Fekvése
A magyar-szerb határtól 2 km-re délre, Szabadkától 12 km-re keletre, Palics és Királyhalom között, a Ludasi-tó északi partján fekszik.

## Népesség
- az 1991-es népszámlálás szerint 2627 lakosa volt
- 2002-ben 2482 lakosa volt. Ebből 2191 (88,27%) magyar, 89 (3,58%) szerb, 49 (1,97%) bunyevác, 40 (1,67%) horvát, 23 (0,92%) jugoszláv, 10 (0,40%) albán, 8 (0,32%) roma, 3 (0,12%) montenegrói, 3 (0,12%) német, 2 (0,08%) muzulmán, 2 (0,08%) bolgár, 6 (0,24%) ismeretlen.

A falunak 2044 nagykorú polgára van, a lakosság átlagéletkora 41,7 év (a férfiaké 39,7, a nőké 43,7). A településen 952 háztartás van, háztartásonként átlagosan 2,61 taggal. Legnépesebb az 1981-es népszámlálás idején volt, 2879 lakossal.

## Képgaléria

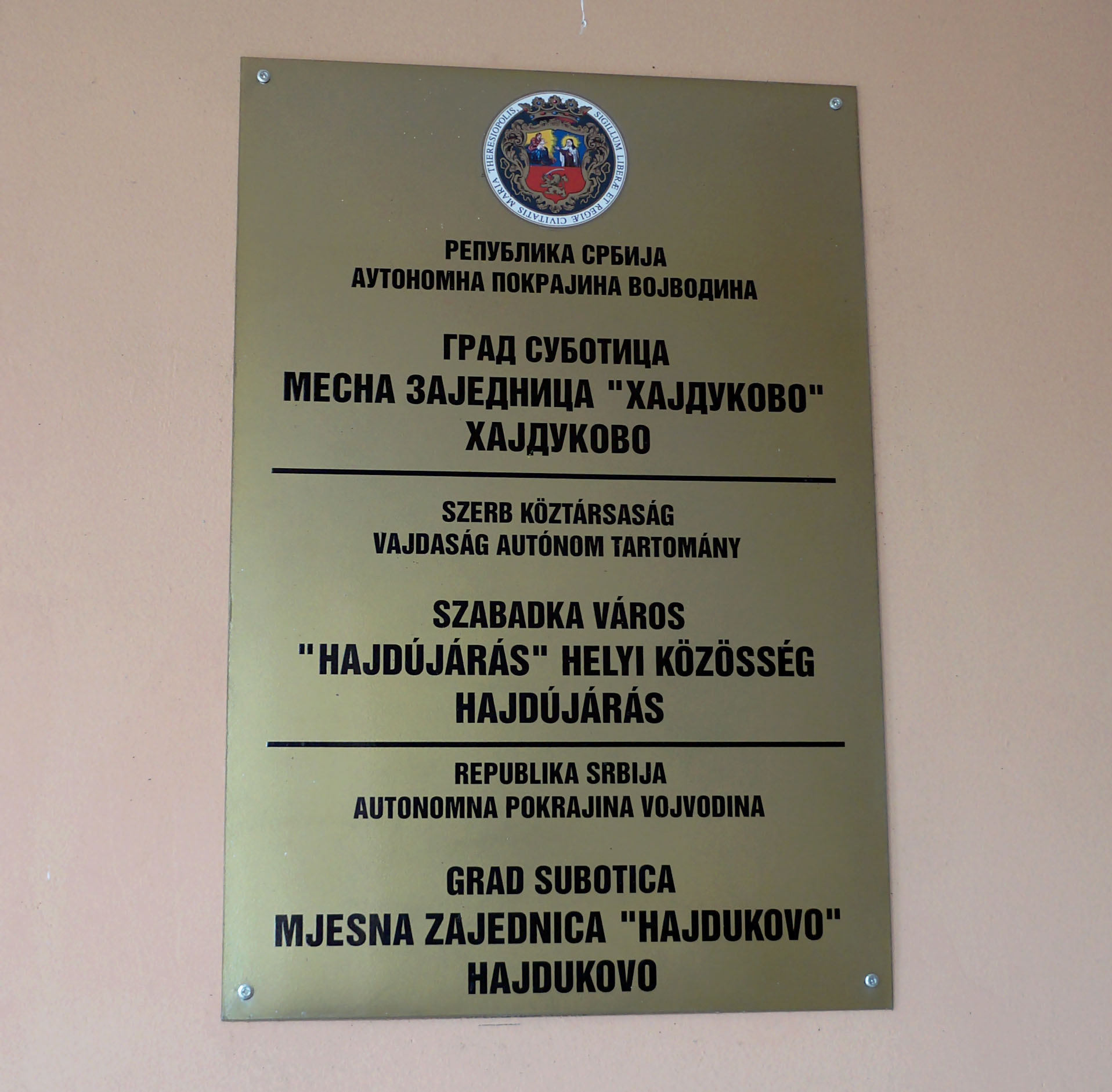
A hajdújárási helyi közösség háromnyelvű hivatali táblája
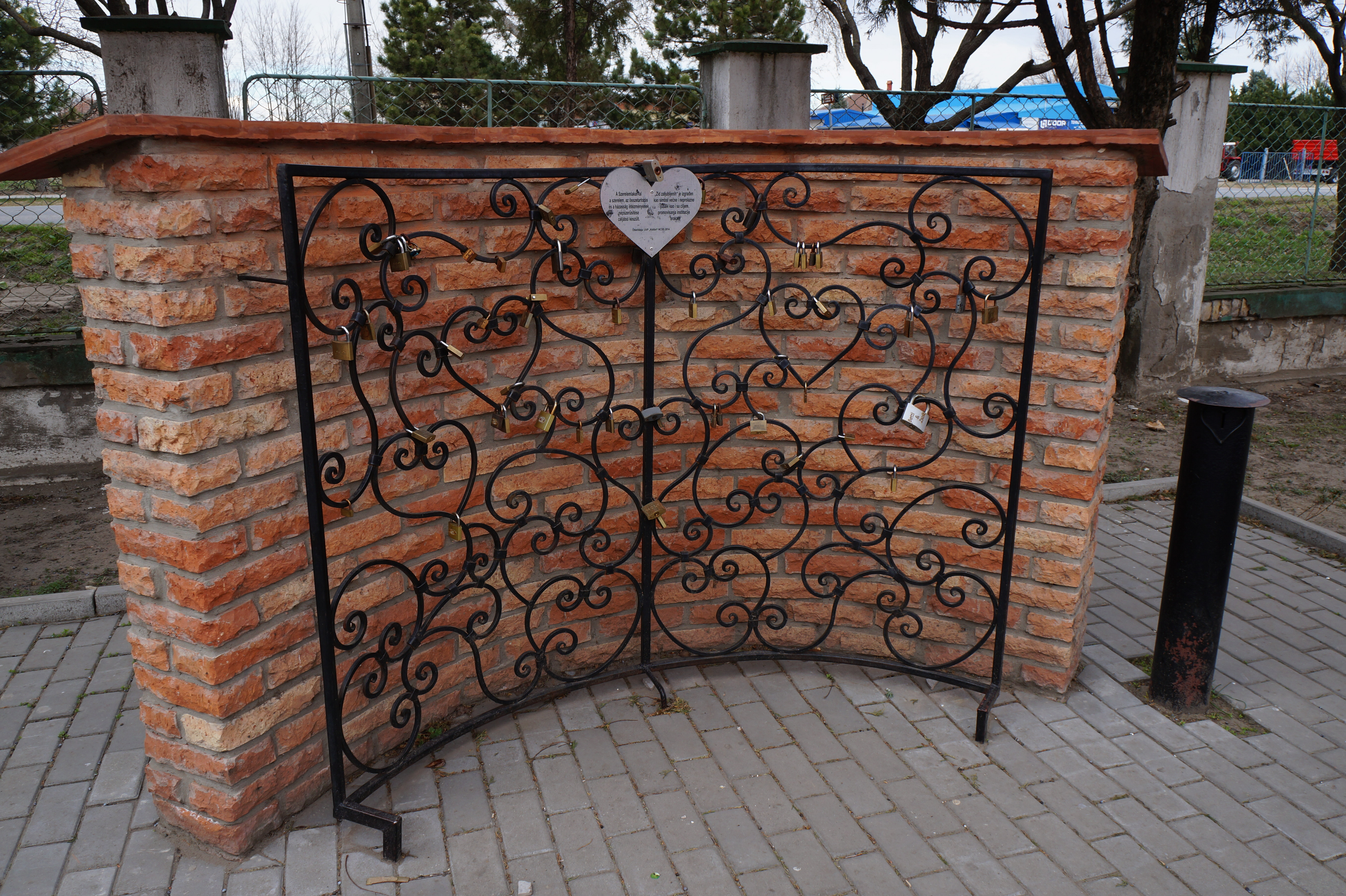
Szerelemlakat fal
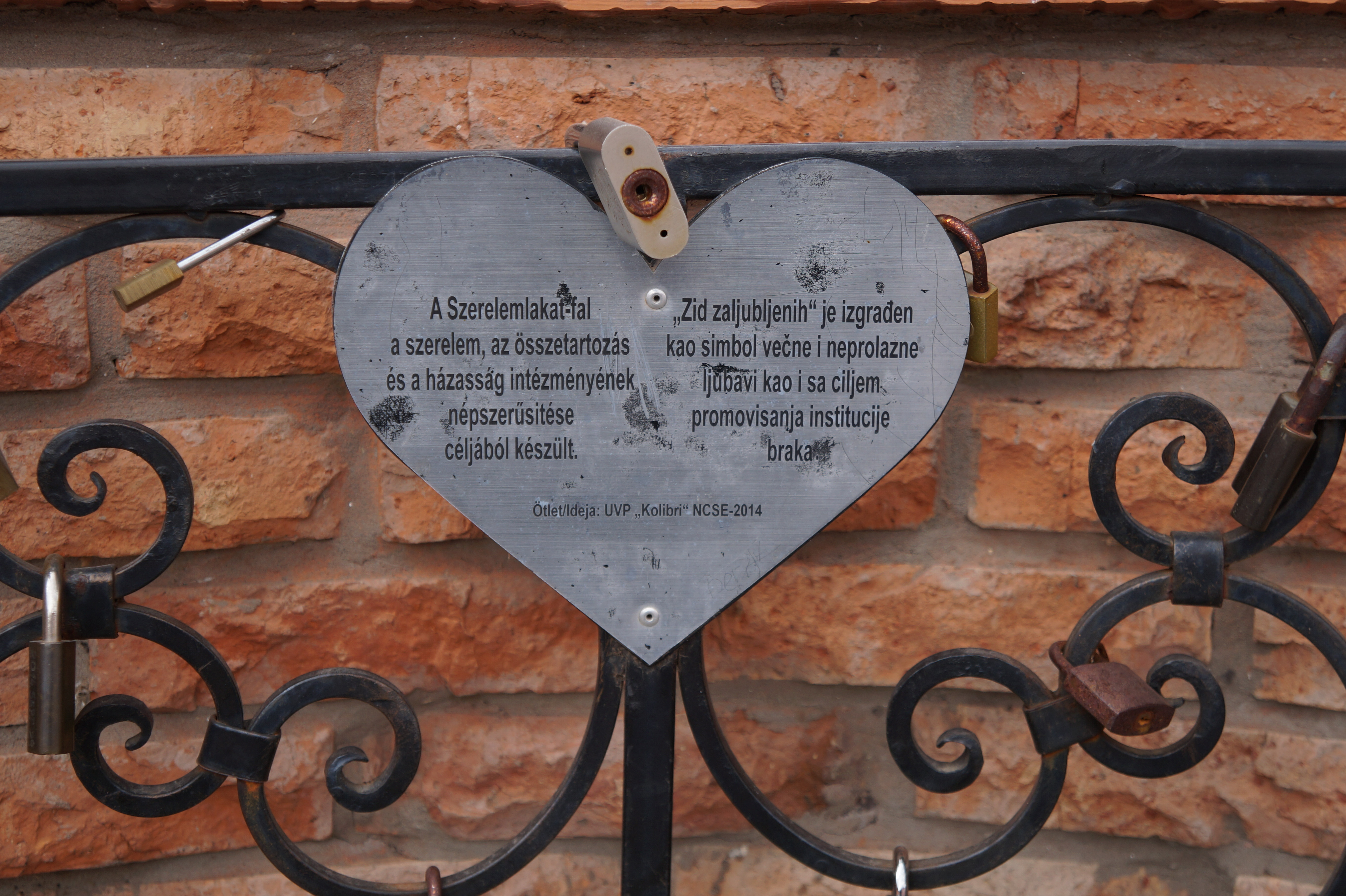
A szerelemlakat-fal táblája
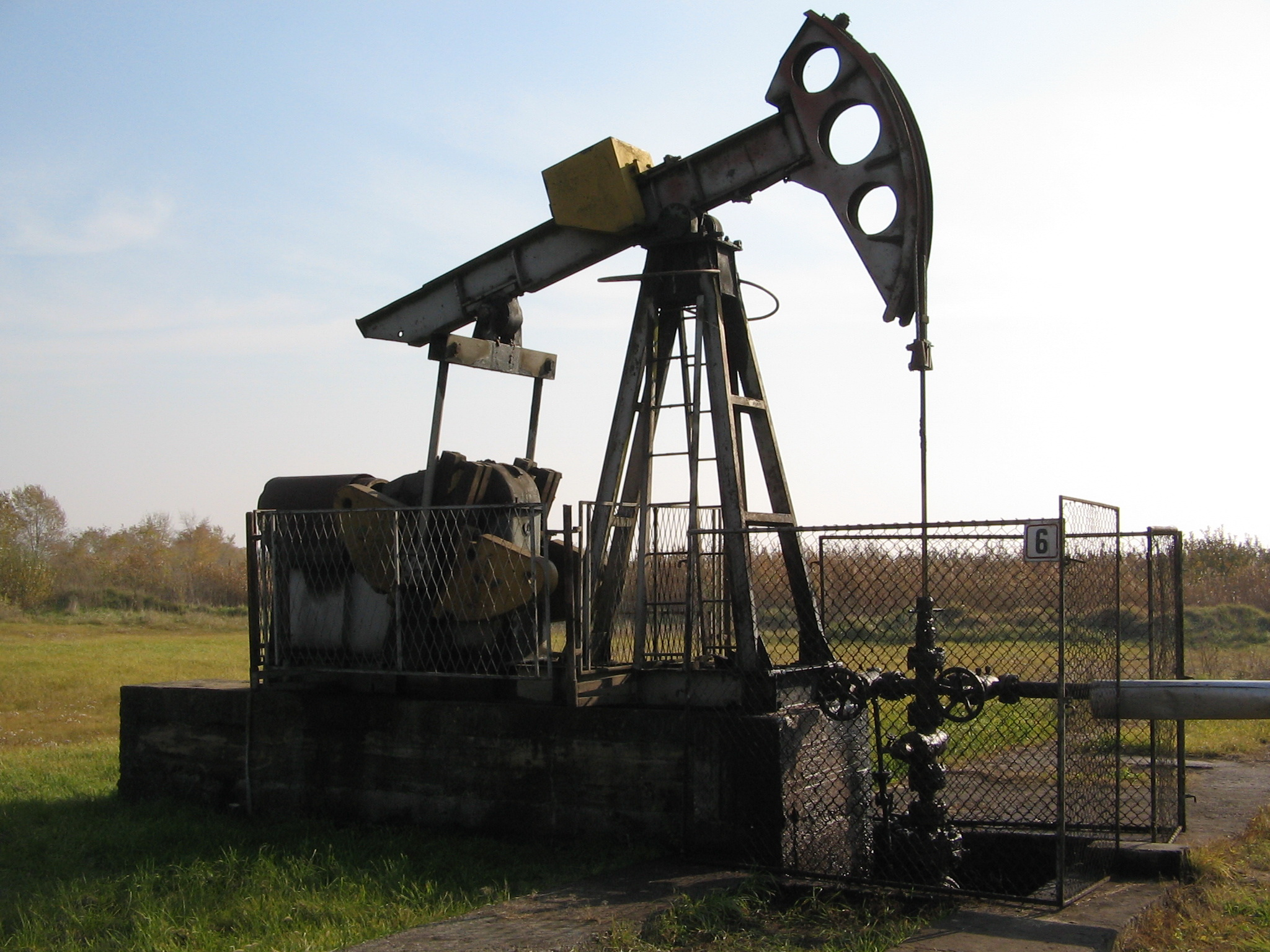
Olajkút a falu szélén
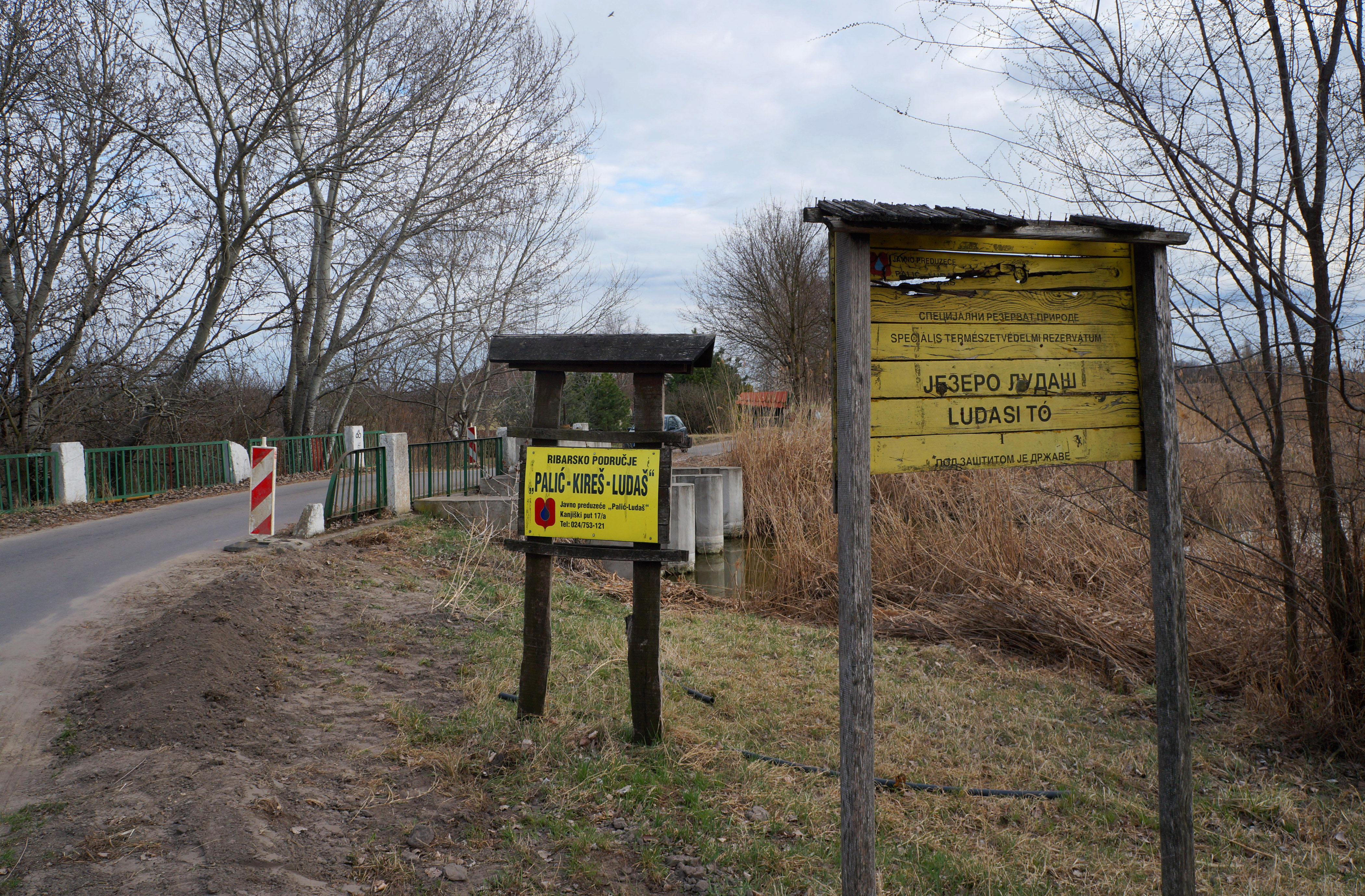
Információs táblák a Noszai hídnál

## Külső hivatkozások
- Hajdújárás története Archiválva 2020. február 18-i dátummal a Wayback Machine-ben